# Forget the World (album d'Afrojack)
Albums de Afrojack
It's a Matter of...
(2013) NLW EP'S
(2015)
Singles
1. As Your Friend
Sortie : 13 février 2013
2. The Spark
Sortie : 11 octobre 2013
3. Ten Feet Tall
Sortie : 3 février 2014
4. Dynamite
Sortie : 17 avril 2014

Forget the World est le premier album studio du DJ et producteur de musique electro house néerlandais Afrojack, sorti en mai 2014.

## Présentation
Afrojack déclare, à propos du titre de l'album que « c'est fondamentalement un message non seulement pour mes fans, mais aussi pour moi, de toujours se rappeler de suivre son cœur, continuer à suivre sa route, et ne jamais laisser le monde qui nous entoure nous abattre ».

### Singles
As Your Friend, en collaboration avec Chris Brown, sort le 13 février 2013 et apparait dans l'album comme titre bonus de l'édition Deluxe. Il atteint la 21e place du classement britannique UK Singles Chart.
The Spark, en collaboration avec Spree Wilson, sort en tant que premier single officiel de l'album le 11 octobre 2013. Il entre dans le UK Singles Chart à la 17e place.
Le second single, Ten Feet Tall, en collaboration avec Wrabel (en), sort le  3 février 2014. Il paraît au Royaume-Uni le 18 mai 2014, en même temps que sa version remix par David Guetta et 2 jours après la parution de l'album.
Dynamite, en collaboration avec Snoop Dogg, sort le 17 avril 2014, en tant que 3e single.

## Accueil

### Réception critique
Forget the World a une réception critique mitigée. Grâce aux commentaires recueillis à partir de publications traditionnelles et spécialisées et colléctées par Metacritic, site d'agrégat d'évaluation populaire qui attribue une note normalisée de 100, l'album obtient un score moyen d'approbation globale de 49.
Dans le magazine Rolling Stone, Christopher R. Weingarten note l'album 3 étoiles sur 5, déclarant que « quoi que ce soit cela ne correspond pas à la marque de fabrique d'Afrojack : des explosions et des mélodies monstrueuses... C'est une occasion râtée. ». David Jeffries, du site AllMusic, note, également, l'album 3 étoiles sur 5, précisant que « Forget the World sonne plus comme une collection de 12" qu'un album bien tempéré. ». Dans USA Today, Elysa Gardner donne aussi 3 étoiles sur 4 à cet album, signifiant que « ces nouvelles musiques représentent l'EDM dans sa plus grande désinvolture ». Paul McInnes de The Guardian n'attribue qu'1 étoile sur 5, disant que l'album a seulement « un moment vraiment émouvant. ».

### Performance commerciale
Aux États-Unis, l'album débute à la 32e place du classement Billboard 200. Il débute aussi à la seconde place dans le Billboard Dance/Electronic Albums (en) chart, avec des ventes de 8 000 exemplaires en une semaine.
En Europe, Forget the World entre dans les classements de nombreux pays n'y faisant qu'une faible percée mais il se hisse, cependant, à la 4e place aux Pays-Bas.

## Liste des titres
| Édition standard | Édition standard                              | Édition standard | Édition standard                                     | Édition standard | Édition standard | Édition standard | Édition standard | Édition standard | Édition standard |
| No               | Titre                                         | Auteur | Producteur(s)                                        | Durée            |                  |                  |                  |                  |                  |
| ---------------- | --------------------------------------------- | --- | ---------------------------------------------------- | ---------------- | ---------------- | ---------------- | ---------------- | ---------------- | ---------------- |
| 1.               | Ten Feet Tall (feat. Wrabel)                  | Stephen Wrabel, Chris Braide, Nick van de Wall                                                                                 | Afrojack                                             | 3:49             |                  |                  |                  |                  |                  |
| 2.               | Illuminate (with Matthew Koma)                | Van de Wall, Koma | Afrojack                                             | 4:37             |                  |                  |                  |                  |                  |
| 3.               | Born to Run (feat. Tyler Glenn of Neon Trees) | Van de Wall, Chantal Kreviazuk, Bobby Andonov, Sam Watters, Clarence Coffee, Jr., Tim McEwan, Urales Vargas, Jamal Jones       | Afrojack, Chantal Kreviazuk, DJ Buddha, Polow da Don | 4:53             |                  |                  |                  |                  |                  |
| 4.               | Freedom (with D-Wayne feat. Jack McManus)     | McManus, van de Wall, Dwayne Megens                                                                                            | Afrojack, D-Wayne                                    | 4:03             |                  |                  |                  |                  |                  |
| 5.               | The Spark (feat. Spree Wilson)                | Van de Wall, Joseph Young III, Mark Evan Maxwell                                                                               | Afrojack                                             | 4:00             |                  |                  |                  |                  |                  |
| 6.               | Dynamite (feat. Snoop Dogg)                   | Van de Wall, Calvin Broadus, Jr., Vargas, Jones                                                                                | Afrojack, DJ Buddha, Polow da Don                    | 3:48             |                  |                  |                  |                  |                  |
| 7.               | Too Wild (feat. Wiz Khalifa and Devin Cruise) | Van de Wall, Cameron Thomaz, Devin Montgomery, Vargas, Jones                                                                   | Afrojack                                             | 3:53             |                  |                  |                  |                  |                  |
| 8.               | Three Strikes (feat. Jack McManus)            | Van de Wall, McManus | Afrojack                                             | 4:56             |                  |                  |                  |                  |                  |
| 9.               | Catch Tomorrow (feat. Sting)                  | Van de Wall, Andy Sherman, Dorothy Sherman, Vargas, Bilal Hajji, Andrew Kierszenbaum, Paulo "Shirazi" Prudencio, Tiërce Person | Afrojack, Andrew Kierszenbaum, Tearce Kizzo          | 3:06             |                  |                  |                  |                  |                  |
| 10.              | We'll Be OK (feat. Wrabel)                    | Van de Wall, Wrabel, Oliver Goldstein, John Martin, Michel Zitron, Christian Walz, Josh Abraham                                | Afrojack                                             | 5:19             |                  |                  |                  |                  |                  |
| 11.              | Mexico (feat. Shirazi)                        | Shirazi, Van de Wall, Vargas, Jones                                                                                            | Afrojack, DJ Buddha, Polow da Don                    | 4:51             |                  |                  |                  |                  |                  |
| 12.              | Keep Our Love Alive (with Matthew Koma)       | Nicholas Audino (Twice as Nice), Lewis Hughes (Twice as Nice), Van de Wall, Koma, Vargas                                       | Afrojack                                             | 4:12             |                  |                  |                  |                  |                  |
| 51:34            |                                               | |                                                      |                  |                  |                  |                  |                  |                  |

| Titres bonus - Édition Deluxe CD (Wall Recordings, PM:AM Recordings, Universal Music, Def Jam Recordings, 16-23 mai 2014) et support numérique (PM:AM Recordings, 19 mai 2014), | Titres bonus - Édition Deluxe CD (Wall Recordings, PM:AM Recordings, Universal Music, Def Jam Recordings, 16-23 mai 2014) et support numérique (PM:AM Recordings, 19 mai 2014), | Titres bonus - Édition Deluxe CD (Wall Recordings, PM:AM Recordings, Universal Music, Def Jam Recordings, 16-23 mai 2014) et support numérique (PM:AM Recordings, 19 mai 2014), | Titres bonus - Édition Deluxe CD (Wall Recordings, PM:AM Recordings, Universal Music, Def Jam Recordings, 16-23 mai 2014) et support numérique (PM:AM Recordings, 19 mai 2014), | Titres bonus - Édition Deluxe CD (Wall Recordings, PM:AM Recordings, Universal Music, Def Jam Recordings, 16-23 mai 2014) et support numérique (PM:AM Recordings, 19 mai 2014), | Titres bonus - Édition Deluxe CD (Wall Recordings, PM:AM Recordings, Universal Music, Def Jam Recordings, 16-23 mai 2014) et support numérique (PM:AM Recordings, 19 mai 2014), | Titres bonus - Édition Deluxe CD (Wall Recordings, PM:AM Recordings, Universal Music, Def Jam Recordings, 16-23 mai 2014) et support numérique (PM:AM Recordings, 19 mai 2014), | Titres bonus - Édition Deluxe CD (Wall Recordings, PM:AM Recordings, Universal Music, Def Jam Recordings, 16-23 mai 2014) et support numérique (PM:AM Recordings, 19 mai 2014), | Titres bonus - Édition Deluxe CD (Wall Recordings, PM:AM Recordings, Universal Music, Def Jam Recordings, 16-23 mai 2014) et support numérique (PM:AM Recordings, 19 mai 2014), | Titres bonus - Édition Deluxe CD (Wall Recordings, PM:AM Recordings, Universal Music, Def Jam Recordings, 16-23 mai 2014) et support numérique (PM:AM Recordings, 19 mai 2014), |
| No | Titre | Auteur | Producteur(s) | Durée | | | | | |
| --- | --- | --- | --- | --- | --- | --- | --- | --- | --- |
| 13. | Faded | Van de Wall, Vargas, Jones | Afrojack, DJ Buddha, Polow da Don | 3:08 | | | | | |
| 14. | As Your Friend (feat. Chris Brown) | Chris Brown, Van de Wall, Leroy Ghazi, Nadir Sakir, Vargas, Jones | Afrojack, Leroy Styles, DJ Buddha, Polow da Don | 4:52 | | | | | |
| 15. | Do or Die (Remix) (vs. Thirty Seconds to Mars) | Jared Leto, Van de Wall | Afrojack, Thirty Seconds to Mars | 4:38 | | | | | |
| 16. | Sovereign Light Café (Afrojack Remix) (vs. Keane) | Tim Rice-Oxley, Tom Chaplin, Richard Hughes, Jesse Quin | Dan Grech-Marguerat, Afrojack | 4:55 | | | | | |
| 69:09 | | | | | | | | | |

Notes
1. 1 2 3 4 5 6 7 8 9 10 11 12 13 14  signifie un coproducteur
2. ↑  contient un sample de Hero de Nas.
3. 1 2 3  signifie un remixeur

| Titre bonus - Édition Deluxe japonaise (PM:AM Recordings, 21 mai 2014) | Titre bonus - Édition Deluxe japonaise (PM:AM Recordings, 21 mai 2014) | Titre bonus - Édition Deluxe japonaise (PM:AM Recordings, 21 mai 2014) | Titre bonus - Édition Deluxe japonaise (PM:AM Recordings, 21 mai 2014) | Titre bonus - Édition Deluxe japonaise (PM:AM Recordings, 21 mai 2014) | Titre bonus - Édition Deluxe japonaise (PM:AM Recordings, 21 mai 2014) | Titre bonus - Édition Deluxe japonaise (PM:AM Recordings, 21 mai 2014) | Titre bonus - Édition Deluxe japonaise (PM:AM Recordings, 21 mai 2014) | Titre bonus - Édition Deluxe japonaise (PM:AM Recordings, 21 mai 2014) | Titre bonus - Édition Deluxe japonaise (PM:AM Recordings, 21 mai 2014) |
| No                                                                     | Titre                                                                  | Durée                                                                  |                                                                        |                                                                        |                                                                        |                                                                        |                                                                        |                                                                        |                                                                        |
| ---------------------------------------------------------------------- | ---------------------------------------------------------------------- | ---------------------------------------------------------------------- | ---------------------------------------------------------------------- | ---------------------------------------------------------------------- | ---------------------------------------------------------------------- | ---------------------------------------------------------------------- | ---------------------------------------------------------------------- | ---------------------------------------------------------------------- | ---------------------------------------------------------------------- |
| 17.                                                                    | The Spark (Tetsuya Komuro Remix) (feat. Spree Wilson)                  | 4:04                                                                   |                                                                        |                                                                        |                                                                        |                                                                        |                                                                        |                                                                        |                                                                        |
| 73:17                                                                  |                                                                        |                                                                        |                                                                        |                                                                        |                                                                        |                                                                        |                                                                        |                                                                        |                                                                        |